# Фаб'ян Жіло
Фаб'ян Жіло  (фр. Fabien Gilot, 27 квітня 1984) — французький плавець, олімпійський чемпіон та медаліст.

## Виступи на Олімпіадах
| Олімпіада   | Дисципліна                            | Місце |
| ----------- | ------------------------------------- | ----- |
| Афіни 2004  | естафета 4 × 100 вільним стилем       | 7     |
| Пекін 2008  | плавання на 100 метрів вільним стилем | 11    |
| Пекін 2008  | естафета 4 × 100 вільним стилем       | 2     |
| Пекін 2008  | комплексна естафета 4 × 100           | 9     |
| Лондон 2012 | плавання на 100 метрів вільним стилем | 11    |
| Лондон 2012 | естафета 4 × 100 вільним стилем       | 1     |